# Musorgskij (film)
Toto je článek o sovětském filmu z roku 1950, další významy jsou uvedeny v rozcestníku Mussorgskij.
Musorgskij (rusky Мусоргский) je sovětský životopisný film z roku 1950 režiséra Grigorije Rošala o ruském hudebním skladateli Modestu Petroviči Musorgském. 
Představil se na filmovém festivalu ve francouzském Cannes v roce 1951, kde byl nominován na hlavní cenu.

## Herecké obsazení
- Alexandr Borisov - Modest Petrovič Musorgskij
- Nikolaj Čerkasov - Vladimir Stasov
- Vladimir Balašov - Milij Alexejevič Balakirev
- Jurij Leonidov - Alexandr Porfirjevič Borodin
- Andrej Popov - Nikolaj Andrejevič Rimskij-Korsakov
- Bruno Freindlich - César Antonovič Kjui
- Fjodor Nikitin - Alexandr Sergejevič Dargomyžskij